# Tejuçuoca
Tejuçuoca este un oraș în statul Ceará (CE) din Brazilia.